# 西添田駅
西添田駅（にしそえだえき）は、福岡県田川郡添田町大字庄にある、九州旅客鉄道（JR九州）日田彦山線の駅。かつては庄貨物駅までの貨物支線が分岐していた。

## 歴史
- 1903年（明治36年）12月21日：九州鉄道川崎（現・豊前川崎） - 添田間開業と同時に添田駅（そえだえき・初代）として開業[1]。
- 1904年（明治37年）10月25日：添田 - 庄間の貨物支線開通。
- 1907年（明治40年）7月1日：国有化[2]。
- 1942年（昭和17年）8月1日：西添田駅（にしそえだえき）に改称[1][3]。
- 1943年（昭和18年）7月1日：当駅 - 庄間貨物支線休止。
- 1972年（昭和47年）4月1日：荷物扱い廃止[4]。旅客取扱については駅員無配置駅となる[5]。
- 1980年（昭和55年）10月1日：貨物取扱廃止[6]。
- 1987年（昭和62年）4月1日：国鉄分割民営化によりJR九州が承継[7]。
- 1993年（平成5年）5月3日：駅と公民館オークホールとを結ぶ跨線橋が開通[3]。
- 1994年（平成6年）：駅舎改築[8]。
- 2018年快速の停車駅になる。（同時に一本松駅と池尻駅も停車駅になる。）

## 駅構造

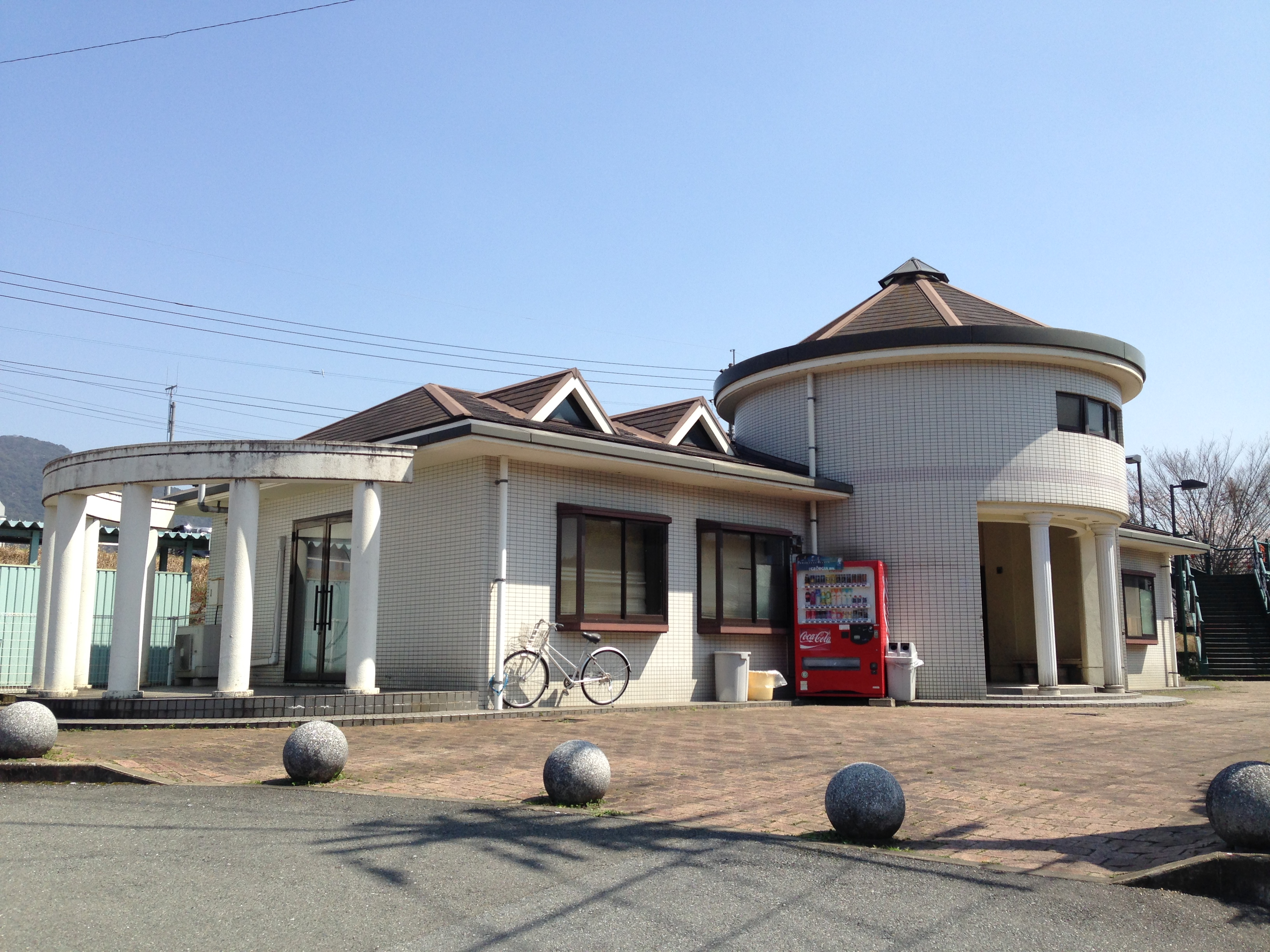
駅舎

単式ホーム1面1線を有する地上駅。かつては島式ホーム1面2線であった。
開業当初からの重厚な木造駅舎がJR九州に移管後も残っていたが、その後取り壊され円筒形の入口を有する駅舎が建てられた。駅舎には喫茶店が入っていたが閉店。後に福祉作業所が入居し2017年8月時点においても使用しているが、切符等は取扱っていない。国鉄時代に無人駅となっている。
かつては石炭積出しを行っていたが、現在駅にはその名残は殆ど無い。

## 駅周辺
添田町の中心地は駅南側から隣駅となる添田駅の間に広がっている。
- 添田町役場 - 添田駅からのほうがやや近い。

駅東側は炭鉱閉山後も長らくボタ山が残されていたが、現在は造成開発され住宅やスーパーマーケット、公共の文化・スポーツ施設が建ち並ぶ新市街を形成している。
- オークホール（添田町公民館・音楽堂）
- そえだサン・スポーツランド（町営スポーツ施設）
- そえだドーム（添田勤労者体育館）
- 福岡県道95号添田赤池線

## バス路線
- 西鉄バス筑豊 - 10番系統が運行されている。最寄のバス停は駅西側の「西添田駅口」。駅東側へ渡る跨線橋先にもバス停「オークホール前」があるが、本数は少ない。上りは川崎経由後藤寺バスセンター（田川市）行き、下りは現在は添田駅経由めんべい添田町工場行きのみ。かつては添田バスセンターを経由し英彦山（豊前坊）方面へ向かう便も設定されていた。

## 隣の駅
九州旅客鉄道（JR九州）
■日田彦山線
■快速（上り1本のみ）・■普通
豊前川崎駅 - 西添田駅 - 添田駅